# Warhola
Warhola est un groupe belge d'indie pop.

## Histoire
Le groupe est formé en 2013. Le nom du groupe est une référence au nom de naissance de l'artiste Andy Warhol. Warhola dit interpréter de la pop mélancolique de manière électronique. Le chanteur Oliver Symons a déjà représenté la Belgique au Concours Eurovision de la chanson junior 2008. Le batteur Niels Meukens fait de même en 2003 en tant que membre de X!NK.
En 2014, ils se font connaître en remportant le Humo's Rock Rally, alors qu'ils n'avaient joué ensemble pour la première fois qu'au premier tour préliminaire de ce concours. Le 23 mars 2016, ils sortent leur premier EP intitulé Aura, que le groupe présente à l'AB, au Paradiso et au Silencio. Leur premier EP comprend 5 chansons : Lady, Red, Unravel, Reshape et Aura. L'album Young Loving' suit le 10 mai 2019. 

## Discographie
- 2016 : Aura (EP)
- 2019 : Young Loving